# Хамбург Алтона
Хамбург Алтона је југословенски филм из 1989. године. Режирали су га Ведран Михлетић и Младен Митровић, а сценарио су писали Драгутин Кренцер и Ведран Михлетић.

## Радња
Два шверцера и џепарош беже заједно из затвора и одлучују да напусте земљу, и оду у Хамбург. Свако од њих има своје нерашчишћене рачуне које хоће да среде пре одласка. Зато се привремено растају и уговарају састанак на станици у Загребу. У уговорено време само један од њих се појављује на загребачкој станици пред сам одлазак воза за Хамбург. Међутим, из новина сазнаје да су друга двојица ухваћена и воз одлази без њега а он доноси нови план.

## Улоге
| Глумац                | Улога     |
| --------------------- | --------- |
| Жељко Вукмирица       | Чомбе     |
| Мирсад Зулић          | Менсо     |
| Филип Шоваговић       | Богарт    |
| Јелена Човић          |           |
| Сена Мустајбашић      | Ружа      |
| Весна Тривалић        | учитељица |
| Предраг Лаковић       | Шиља      |
| Фабијан Шоваговић     |           |
| Александар Берчек     | Шлепер    |
| Зденко Јелчић         |           |
| Иво Грегуревић        | Мрва      |
| Дубравко Јовановић    | Миле      |
| Ксенија Пајић         |           |
| Слободан Димитријевић |           |
| Томислав Гелић        |           |
| Илија Ивезић          |           |

## Награде
- На фестивалу у Пули филм је награђен Бронзаном ареном.[2]
- У Херцег Новиом 1989. године филм је добио Специјалну диплому за режију.[2]